# Resurrection (2022)
Resurrection (engl. für „Auferstehung“) ist ein US-amerikanischer Thriller von Andrew Semans, der Ende Januar 2022 beim Sundance Film Festival seine Premiere feierte und am 29. Juli 2022 in die US-Kinos kam.

## Handlung
Margaret führt ein erfolgreiches und geordnetes Leben, hat eine Tochter namens Abbie und balanciert perfekt die Anforderungen ihrer beruflichen Karriere und ihre Rolle als Alleinerziehende aus. Als sie mehrere Male auf einen Mann aus ihrer Vergangenheit trifft, wird ihr schnell klar, dass dies mehr als ein unglücklicher Zufall ist.
Als sie ihn mit ihrer Vermutung konfrontiert und ihm sagt, er solle sich von ihrer Tochter fernhalten, erklärt dieser keine Ahnung zu haben, wer sie ist. Besorgt um Abbie geht Margaret zur Polizei. Weil die Kontaktaufnahme jedoch nicht von dem Mann ausging, gibt es keine Möglichkeit, etwas gegen ihn zu unternehmen.

## Produktion
Regie führte Andrew Semans, der auch das Drehbuch schrieb. Dieses landete im Jahr 2019 auf der Blacklist der besten unverfilmten Ideen Hollywoods.
Rebecca Hall spielt in der Hauptrolle Margaret, Grace Kaufman spielt ihre Tochter Abbie und Tim Roth den Mann namens David.
Die Filmmusik komponiert Jim Williams.
Erste Vorstellungen des Films erfolgen ab dem 22. Januar 2022 beim Sundance Film Festival. Im April 2022 wurde er beim Florida Film Festival und beim Seattle International Film Festival gezeigt. Im Mai 2022 wurde er bei The Overlook Film Festival und im Juni 2022 beim Sundance London vorgestellt. Am 29. Juli 2022 kam der Film in ausgewählte US-Kinos. Im August 2022 wurde er beim Edinburgh International Film Festival gezeigt. Im Oktober 2022 sind Vorstellungen beim Sitges Film Festival geplant.

## Rezeption

### Kritiken
Von den bei Rotten Tomatoes aufgeführten Kritiken sind 81 Prozent positiv. Bei Metacritic erhielt der Film einen Metascore von 70 von 100 möglichen Punkten.

### Auszeichnungen
Cleveland International Film Festival 2022
- Nominierung im American Independents Competition (Andrew Semans)[14]

Critics’ Choice Super Awards 2023
- Nominierung als Beste Schauspielerin in einem Horrorfilm (Rebecca Hall)[15]

Fangoria Chainsaw Awards 2023
- Nominierung als Bester limitierter Kinofilm
- Nominierung als Beste Hauptdarstellerin (Rebecca Hall)[16]

Sitges Film Festival 2022
- Nominierung im Oficial Fantàstic Competition[17]